# Alypiodes bimaculata
Alypiodes bimaculata là một loài bướm đêm trong họ Noctuidae.